# Tau2 Hydrae
Pour les articles homonymes, voir Tau Hydrae.
Désignations
Tau2 Hydrae (en abrégé τ2 Hya) est une étoile binaire présumée de la constellation de l'Hydre. Elle est visible à l'œil nu avec une magnitude apparente de 4,56. D'après la mesure de sa parallaxe annuelle par le satellite Hipparcos, le système est situé à approximativement ∼ 520 a.l. (∼ 159 pc) de la Terre. Il s'éloigne du Système solaire à une vitesse radiale de +4 km/s.
Tau2 Hydrae est probablement une étoile binaire astrométrique. Sa composante visible, désignée Tau2 Hydrae A, est une étoile blanche de la séquence principale de type spectral A3 V. Son rayon est autour de 4,5 fois plus grand que le rayon solaire, elle est 285 fois plus lumineuse que le Soleil et sa température de surface est de 7 918 K. L'étoile a été cataloguée comme une variable suspectée de type inconnu, avec une amplitude de 0,06 en magnitude visuelle, sur la base de la photométrie du satellite Hipparcos. Cependant, cette variation apparente s'explique par la binarité de l'étoile, plutôt que par une réelle variabilité.